# Большая желтоголовая катарта
Большая желтоголовая катарта (лат. Cathartes melambrotus) — вид птиц из семейства американских грифов (Cathartidae). Встречается в Южной Америке.

## Распространение
Бассейн Амазонки в тропической Южной Америке; юго-восточная Колумбия, южная и восточная Венесуэла, Гайана, Французская Гвиана, Суринам, северная и западная Бразилия, северная Боливия, восточное Перу, восточный Эквадор. В Андах и высокогорьях вид не обнаружен. В целом занимает регион площадью 7,3 млн кв.км. Встречается в тропических и субтропических лесах.

## Описание
Длина 64—75 см, размах крыльев 166—178 см и длина хвоста 25—29 см.
Оперение чёрное с зелёным или фиолетовым блеском. Горло и бока головы голые, лишённые оперения. Кожа на голове имеет окраску от глубокого жёлтого до бледного апельсинового. Затылок и область около ноздрей бледно розоватые. Нижние стороны крыльев черные, в то время как маховые перья — более серого оттенка. Хвост округлен и довольно длинный для стервятников, простирается далее кончиков закрытых в покое крыльев. Самки и самцы внешне выглядят одинаковыми. Голова у молодых птиц сероватая, а в остальным оперении они напоминают взрослых. Клюв толстый, округленный и крючковатый на кончике.
Пальцы длинные, тонкие, неспособные к схватыванию добычи. Подобно другим стервятникам, большая желтоголовая катарта не имеет евстахиевых труб, и поэтому неспособна издавать звуки, кроме как ворчания или низкого шипения.

## Экология
Обычно сидят на высоких деревьях и высматривают добычу. Летают в одиночку или парами, и редко в группах. Парящий полет Большой желтоголовой катарты — пример статического взлетающего полета, когда используется восходящий поток тёплого воздуха для поддержки высоты без потребности взмахивать крыльями. Имеет необычную привычку к урогидрозису, когда птица мочится или очищается прямо на свои ноги. Это поведение известно также у аистов и других стервятников.
В части питания типичный падальщик и кормится на трупах животных.

## Размножение
Гнёзд не строят, а откладывают их яйца непосредственно на утесах, навесах пещер, на земле, или в дуплах. Яйца кремового цвета и покрыты коричневыми пятнами. Молодые птицы взлетают примерно на второй или третий месяцы жизни. Птенцы появляются неоперившимися, слепыми, голыми и относительно неподвижными, перья появляются позже. Родители кормят птенцов путём регургитации, отрыгивая полупереваренную пищу в клюв детёнышей.
Кладка яиц обычно состоит из двух яиц (у разных птиц это число варьирует от одного до трёх).

## Охранный статус
Большая желтоголовая катарта включена в Красный список охраняемых видов МСОП в статусе Least Concern. Ареал этого вида огромен (7,3 млн км²); очень большой считается и численность.